# Photis pachydactyla
Photis pachydactyla är en kräftdjursart som beskrevs av Chris Conlan 1983. Photis pachydactyla ingår i släktet Photis och familjen Isaeidae. Inga underarter finns listade i Catalogue of Life.